# Xenesthis
Genre
Xenesthis est un genre d'araignées mygalomorphes de la famille des Theraphosidae.

## Distribution
Les espèces de ce genre se rencontrent au Venezuela et en Colombie.

## Liste des espèces
Selon World Spider Catalog (version 25.0, 09/02/2024) :
- Xenesthis avanzadora Sherwood, Gabriel, Peñaherrera-R., Brescovit & Lucas, 2023
- Xenesthis colombiana Simon, 1891
- Xenesthis immanis (Ausserer, 1875)
- Xenesthis intermedia Schiapelli & Gerschman, 1945
- Xenesthis monstrosa Pocock, 1903

## Systématique et taxinomie
Ce genre a été décrit par Simon en 1891 dans les Aviculariidae.

## Publication originale
- Simon, 1891 : « Liste des Aviculariides qui habitent le Mexique et l'Amérique centrale. » Actes de la Société Linnéenne de Bordeaux, vol. 44, p. 327-339 (texte intégral).